# Relations entre la France et les Îles Marshall
Les relations entre la France et Îles Marshall font référence aux relations bilatérales entre la France et les Îles Marshall.
La République française entretient des relations diplomatiques avec la République des Îles Marshall depuis 1992 ; territoire autonome en libre association avec les États-Unis depuis 1978 après leur refus d'intégrer les États fédérés de Micronésie, les Îles Marshall deviennent une République indépendante le 21 octobre 1986, même si la politique étrangère, la défense et la sécurité continuent de dépendre des États-Unis.
En décembre 1992, le consul général d'Honolulu, aujourd'hui simple agence consulaire intégrée à la circonscription de San Francisco, est nommé ambassadeur extraordinaire auprès des Marshall. En janvier 1997, c'est l'ambassadeur de France à Suva qui se charge des relations avec plusieurs pays du Pacifique Nord, puis passe sous la responsabilité de l'ambassadeur à Manille à partir de 2007, également accrédité auprès de la Micronésie et des Palaos. Les Îles Marshall n'ont pas de représentation diplomatique en France.
Les Îles Marshall sont membres du Forum des îles du Pacifique tout comme la Nouvelle-Calédonie et la Polynésie française (membres à part entière depuis 2016) ; la France est aussi un des membres fondateurs de la Commission du Pacifique Sud, organe de coopération technique et d’expertise qui permet de mobiliser les fonds internationaux.

## Histoire
La relation commerciale entre les deux pays est presque inexistante, à l’exception de quelques flux ponctuels.
Des échanges politiques bilatérales ont lieu dans le cadre de la lutte contre le changement climatique. En décembre 2015, l'ancien ministre des Affaires étrangères marshallais, Tony deBrum s'est rendu en France pour représenter son pays à la COP 21 où il a été un acteur clé pour former une nouvelle coalition entre Pays développés et Pays en développement, la « high ambition coalition ».
La présidente Hilda Heine se déplace à Paris en décembre 2017 pour le One Planet Summit en décembre 2017.